# Kustaa Lillbäck
Kustaa Lillbäck, född 1700, död 1721, var en finländsk krigsförbrytare.
Han var född i Finland och tillfångatogs av ryssarna under stora ofreden och gjordes till slav. Han frigavs sedan han konverterat till den rysk-ortodoxa tron, och värvades sedan till att tjänstgöra i de ryska styrkorna i Finland. Han blev ökänd i Finland som deltagare i de svåra plundringar och övergrepp som begicks av ryssarna mot den finska befolkningen. Han avrättades efter freden 1721.
Han är föremål för en roman av Kustaa H. J. Vilkuna.